# 김병익 (조선귀족)
김병익(金炳翊, 1837년~1921년)은 구한말의 정치인으로 일제강점기의 조선귀족이다. 본관은 안동(安東), 자는 좌경(左卿)이다.

## 생애
신 안동 김씨 가문의 세도 정치가에서 이조판서를 지낸 김대근(金大根)의 아들로 태어났다. 1860년 철종 재위 중에 과거 문과 병과에 합격하고도 1863년 흥선대원군이 집권하면서 관직에 나아갈 수 없었다. 하지만 김병익 남작은 노비 700명을 보유하는 등 대지주 부르주아로 있었다. 
흥선대원군이 처참하게 몰락하고 명성황후의 같은 세도 정치가 여흥 민씨가 집권한 이후에야 뒤늦게 관직을 맡을 수 있었다. 1878년 이조참의, 1879년 이조참판, 1883년 성균관 대사성, 1886년 사헌부 대사헌, 1892년 한성부판윤, 공조판서, 1893년 형조판서에 임명되었다. 이후 건양·광무 연간에는 시종원경, 궁내부 특진관, 비서원경 등을 역임했다.
1910년 10월 16일에는 한일 병합 조약 체결에 협조한 원로 정치인으로서 일본 정부로부터 남작 작위를 받았다. 1912년 8월 1일에는 일본 정부로부터 한국 병합 기념장, 1915년 11월 10일에는 일본 정부로부터 다이쇼 대례 기념장을 받았다.
2002년 발표된 친일파 708인 명단과 2008년 민족문제연구소에서 친일인명사전에 수록하기 위해 정리한 친일인명사전 수록예정자 명단에 모두 선정되었다. 2007년 대한민국 친일반민족행위진상규명위원회가 발표한 친일반민족행위 195인 명단에 최상위 친일파 명단에 들어 있다.

## 참고 자료
- 친일반민족행위진상규명위원회 (2007년 12월). 〈김병익〉 (PDF). 《2007년도 조사보고서 II - 친일반민족행위결정이유서》. 서울. 53~58쪽쪽. 발간등록번호 11-1560010-0000002-10.[깨진 링크(과거 내용 찾기)]
- 《철종실록》
- 《고종실록》
- 《문품안(文品案)》
- 《한국통사(韓國痛史)》
- 한국역대인물종합정보시스템

## 가족 관계
- 증조부: 김이양(金履陽)
  - 할아버지: 김한순(金漢淳)
    - 아버지: 김대근(金大根)
      - 본인: 김병익
        - 아들: 김희규(金羲圭)